# St George’s (Shropshire)
St George’s – dzielnica miasta Telford, w Anglii, w Shropshire, w dystrykcie (unitary authority) Telford and Wrekin. W 2001 roku dzielnica liczyła 6084 mieszkańców.